# Sveriges ambassad i Kampala
Sveriges ambassad i Kampala är Sveriges diplomatiska beskickning i Uganda, belägen i landets huvudstad Kampala. Beskickningen består av ambassaden, svenskar utsända av Utrikesdepartementet (UD) och lokalanställda. Den är också sidoackrediterad till Centralafrikanska republiken och Tchad. Ambassadör sedan 2021 är Maria Håkansson.
År 2017 dömdes en man som arbetade vid ambassaden för att ha stulit 18 miljoner kronor av svenska biståndspengar.

## Beskickningschefer
| Namn                 | Period    | Funktion   | Ackreditering                               |
| -------------------- | --------- | ---------- | ------------------------------------------- |
| Otto Rathsman        | 1962–1966 | Ambassadör | Sidoackrediterad från ambassaden i Nairobi. |
| Carl Gustaf Béve     | 1966–1968 | Ambassadör | Sidoackrediterad från ambassaden i Nairobi. |
| Carl-George Crafoord | 1968–1973 | Ambassadör | Sidoackrediterad från ambassaden i Nairobi. |
| Lennart Rydfors      | 1973–1978 | Ambassadör | Sidoackrediterad från ambassaden i Nairobi. |
| Cecilia Nettelbrandt | 1978–1983 | Ambassadör | Sidoackrediterad från ambassaden i Nairobi. |
| Arne Fältheim        | 1983–1988 | Ambassadör | Sidoackrediterad från ambassaden i Nairobi. |
| Nils Revelius        | 1988–1993 | Ambassadör | Sidoackrediterad från ambassaden i Nairobi. |
| Lars-Göran Engfeldt  | 1993–1998 | Ambassadör | Sidoackrediterad från ambassaden i Nairobi. |
| Hans Andersson       | 1999–2002 | Ambassadör |                                             |
| Erik Åberg           | 2002–2006 | Ambassadör |                                             |
| Anders Johnson       | 2007–2011 | Ambassadör |                                             |
| Urban Andersson      | 2011–2016 | Ambassadör | Sidoackrediterad till ambassaden i Kigali.  |
| Per Lindgärde        | 2016–2021 | Ambassadör |                                             |
| Maria Håkansson      | 2021–idag | Ambassadör |                                             |